# Гермоген (Долганов)
Єпископ Гермоген (у миру Георгій Єфремович Долганов або Долганьов; 25 квітня (7 травня) 1858, Нова Одеса, Херсонський повіт, Херсонська губернія — 29 червня 1918, поблизу села Карбала, Тобольська губернія) — єпископ Православної російської церкви, єпископ Тобольський і Сибірський.
Прославлений у лику святих Російської православної церкви 2000 року. Пам'ять 16 (29) червня і 20 серпня (2 вересня) а також у Соборі Московських святих, Соборі Саратовських святих, у Пам'ять Отців Помісного Собору Церкви Російської 1917—1918 рр. і в Соборі новомучеників і сповідників Церкви Руської.

## Біографія
Народився в сім'ї священика, який згодом прийняв чернецтво і був зведений в сан архімандрита в Саратовському Спасо-Преображенському монастирі. З дитячих років був глибоко релігійною людиною.
Закінчив Одеське духовне училище та п'ять класів Одеської духовної семінарії. Атестат зрілості отримав у класичній гімназії міста Ананьєва Херсонської губернії. Два роки навчався на медичному факультеті Женевського університету. Закінчив юридичний факультет Новоросійського університету (1889) і Санкт-Петербурзьку духовну академію зі ступенем кандидата богослов'я (1893).
Неодноразово переривав навчання, влаштовувався на службу, намагався займатися хліборобством, подорожував. 1890 року прийняв постриг у чернецтво, висвячений у сан ієродиякона, а 15 березня 1892 року — в сан ієромонаха.
У 1894 році нагороджений набедренником і наперсним хрестом. З 1895 цензор російських текстів в журналі «Пастир-Мцкемсі».
Від 1893 року — інспектор, від 1898 — ректор Тифліській духовній семінарії з возведенням у сан архімандрита. Тоді ж був призначений членом Грузино-Імеретинської синодальної контори, головою єпархіальної ради училища, редактором «Духовного вісника Грузинського екзархату». Особисто виключив з семінарії Йосипа Джугашвілі за прогули та низьку успішність.
Від 14 січня 1901 року — єпископ Вольський, вікарій Саратовської єпархії.
Розгорнув широку місіонерську діяльність, до якої залучав і мирян. Організував позабогослужбові читання та бесіди, розробляв програми для недільних шкіл. Голова єпархіальної училищної ради.
З 21 березня 1903 року — єпископ Саратовський і Царицинський. Чин хіротонії в Казанському соборі здійснили митрополит Санкт-Петербурзький і Ладозький Антоній (Вадковський), Київський і Галицький Феогност (Лебедєв), Московський і Коломенський Володимир (Богоявленський), архієпископ Холмський і Варшавський Єроним (Екземплярський), єпископ Кишинівський і Хотинський Яків (П'ятницький), колишній Полоцький і Вітебський Маркелл (Попель), Ямбурзький Борис (Плотников), Гдовський Веніамін (Муратовський) і Нарвський Никон (Софійський).
Закликав духовенство до ревного, неспішного і суворо-статутного проведення церковного богослужіння. Значну увагу приділяв боротьбі з сектантством, в рамках якої влаштовував позабогослужбові пастирські бесіди. За час його правління в Саратовській єпархії були побудовані понад п'ятдесят храмів, засновані 4 монастирі, відкриті 400 однокласних церковно-парафіяльних шкіл, налагоджено видання тижневика «Братський листок» («Росіянин» в 1907 році), але подальша ревізія виявила повний розлад фінансового становища і необґрунтовані переміщення до віддалених парафій навіть шанованих паствою священників.
Під час революції 1905 року виступав з яскраво виражених антиреволюційних позицій, часто виступав з проповідями, проявивши себе як переконаний і послідовний монархіст. Виданий ним «Патріотичний відгук» спровокував єврейський погром у Саратові.
Один з організаторів відділення Союзу російського народу в Саратові. 1907 року Гермоген через те, що Союз російського народу приймав до своїх лав старообрядців, створив і очолив Православний братський Союз російського народу, піддавши анафемі членів саратовського відділення Союзу російського народу.
Один з найбільш неоднозначних російських архієреїв початку XX століття. Виступав з різкою критикою сучасних йому тенденцій в літературі й театральному житті. Його публічні виступи були «гранично різкими, часто порушували положення російського законодавства». Клопотав перед Святішим синодом про заборону п'єси Леоніда Андрєєва «Анатема» і відлучення від Церкви понад 100 російських письменників, в тому числі Дмитра Мережковського і Василя Розанова. Скасував призначену в кафедральному соборі панахиду за акторкою Вірою Коміссаржевською (вона померла під час гастролей від чорної віспи).
На засіданні Святійшого синоду наприкінці 1911 року виступив проти запропонованого московським митрополитом Володимиром (Богоявленським) і великою княгинею Єлизаветою Федорівною введення чину дияконис у православній церкві. Апелював у різкій формі з цього питання до імператора — направив йому телеграму, в якій стверджував, що Святіший синод засновує в Москві «чисто єретичну корпорацію дияконис, фальшиве підроблене установа замість істинного». У цій телеграмі критикував також проєкт введення особливого чину заупокійного моління про інославних, заявивши, що цим виявляється «відкрите потурання і самовільне бесчинное поблажливість до противників Православної Церкви».

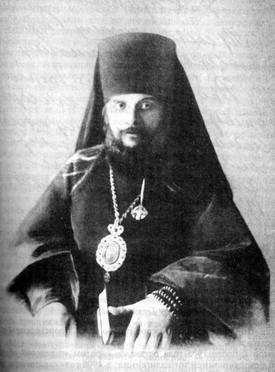

Одночасно вступив у конфлікт з Григорієм Распутіним, якого спочатку підтримував. Заради боротьби з «блудливим старцем» утворив союз із чорносотенним ієромонахом Іліодора (Труфанова), який спочатку підтримувався церковною та світською владою, що вбачала в ньому успішного антиреволюційного пропагандиста. На квартирі єпископа 16 грудня 1911 року Гермоген, Іліодор, юродивий Митя, письменник Іван Родіонов та інші почали викривати Распутіна та, погрожуючи шаблею, примусили цілувати хрест. В результаті Распутін був змушений пообіцяти, що залишити царський палац.
3 січня 1912 звільнений імператором від присутності в Синоді з приписом виїхати до ввіреної йому єпархії. Відмовившись підкоритися, давав інтерв'ю газетам, в яких критикував членів Синоду. 17 січня звільнений від управління єпархією та засланий до Жировицького монастиря. У серпні 1915 року був переведений до Миколо-Угреського монастиря Московської єпархії.
Від 8 березня 1917 року — єпископ Тобольський і Сибірський; призначений на ту посаду як «жертва старого режиму». Зберіг монархічні переконання, закликав паству «зберігати вірність вірі батьків, які не схиляли коліна перед ідолами революції та їх сучасними жерцями, які вимагають від православних російських людей вивітрювання, спотворення російської народної душі космополітизмом, інтернаціоналізмом, комунізмом, відкритим безбожництвом і мерзенною розпустою». Різко критикував Декрет Раднаркому про відокремлення Церкви від держави.
У 1917 році член Помісного собору Православної російської церкви за посадою, брав участь тільки в 1-й сесії, член III відділу.
15 квітня 1918 року в Тобольську відбулась велика хресна хода, після завершення якої єпископа взяли під домашній арешт. Потім його відправили до Єкатеринбурга, куди він прибув 18 квітня; там його посадили до в'язниці, де єпископ займався читанням Нового Заповіту в перекладі Костянтина Побєдоносцева і житіїв святих, молився та співав церковні піснеспіви.
Тбіліський єпархіальний з'їзд направив до Єкатеринбурга делегацію, яка просила випустити єпископа під заставу. До складу делегації входили брат єпископа Гермогена протоієрей Єфрем Долганьов, священник Михайло Макаров, присяжний повірений Костянтин Мінятія. Делегація сплатила встановлену заставу в розмірі десяти неоподатковуваних мінімумів доходів громадян (спочатку влада вимагала сто тисяч), проте єпископа не звільнили, натомість членів делегації самих заарештували й невдовзі розстріляли.
У червні 1918 року єпископа та ще кількох ув'язнених (священика села Кам'янського Єкатеринбурзької єпархії Петра Кареліна, колишнього жандармського унтер-офіцера Миколу Князєва, гімназиста Мстислава Голубєва, колишнього поліцмейстера Єкатеринбурга Генріха Рушинського й офіцера Єршова) відвезли до Тюмені, де посадили на пароплав «Єрмак». Усі в'язні, крім єпископа та отця Петра були розстріляні на березі біля села Покровського. Владика Гермоген й отець Петро загинули дещо пізніше. Спочатку їх змусили працювати на будівництві укріплень поряд з Покровським, потім їх перевели на пароплав «Ока», що попрямував до Тобольська. Дорогою до того міста священнослужителів за наказом Павла Хохрякова втопили в річці Турі.
Тіло єпископа Гермогена було виявлено 3 липня та наступного дня поховали селяни села Усольського. За місяць, 2 серпня, рештки єпископа перепоховали в склепі, влаштованому в Іоанно-Златоустівській прибудові Софійсько-Успенського собору Тобольська. Склеп і мощі новомученика були виявлені під час ремонту собору 2005 року.

## Пам'ять
У листопаді 1981 року Архієрейський Собор РПЦ канонізував Собор новомучеників і сповідників російських, але без поіменної канонізації. Надалі до числа новомучеників включили і єпископа Гермогена зі встановленням пам'яті 16 червня.
У серпні 2000 діянням Ювілейного Освяченого архієрейського собору Російської православної церкви його ім'я було внесено до Собору новомучеників і сповідників Російських для загальноцерковного вшанування. Тим же діянням до загальноцерковного шанування в Соборі новомучеників і сповідників Російських були канонізовані постраждалі разом зі св. Гермогеном священномученики Єфрем Долганьов, Михайло Макаров, Петро Карелін і мученик Костянтин Мінятія.
4 травня 2017 року рішенням Священного синоду Російської православної церкви включений до собору «Отців помісного собору церкви руської 1917—1918 рр.» (пам'ять 5/18 листопада).

## Твори
- «До нашої юної духовному середовищі» // Духовний вісник Грузинського Екзархату, 1898, Ч. неофиц., № 24. — C. 2-10
- «Нарис діяльності Єпархіального місіонерського духовно-просвітницького Братства в м. Тифлісі за два роки його існування (з 19 Жовтня. 1897 р по 22 Жовтня. 1899 р)» // Духовний вісник Грузинського Екзархату, 1900, Ч. неоф., № 6. — C. 7-23
- Боротьба за істину нашої духовної школи: Відгук про проєкт нової організації цієї школи // Саратовський духовний вісник, 1908. — № 44. — C. 3-10
- Обурене засудження дозволеного блюзнірства: (Істинне зображення смерті Толстого). — Саратов, [1910]
- Від світла «істинного» в темряву «цілковиту»: (Відкритий лист до рос. Людей). — Пг., 1916
- Тлумачення на «Одкровення» Іоанна Богослова // Перший та останній. — М., 2003. — № 2 (6)

## Нагороди
- Орден Святого Володимира 2-го ступеня (1911)
- Орден Святого Володимира 3-го ступеня (1902)
- Орден Святої Анни 1-го ступеня (1907)
- Орден Святої Анни 2-го ступеня (1900)
- Орден Святої Анни 3-го ступеня (1897)